# Университет Гренобль 2
Университет Пьера Мендеса-Франса (также Университет Гренобль 2) — французский университет гуманитарных и общественных наук, относится к академии Гренобля. Основан в 1970 году. Университет назван в честь французского политического деятеля Пьера Мендеса-Франса. С 2016 года входит в состав объединённого Университета Гренобль-Альпы.

## История
История университета начинается в 1339 году с открытия университета Гренобля, который состоит из четырёх факультетов: медицина, каноническое право, гражданское право и филология. Вследствие майских волнений 1968 года университет Гренобля расформировывается на три узкоспециализированных университета: Гренобль 1, Гренобль 2 и Гренобль 3. В 1991 году университет назван Университет Пьера Мендеса-Франса.

## Структура
В состав университета входит 5 факультетов, 4 института и медиа центр Рона-Альпы, который готовит библиотекарей.
Факультеты:
- Факультет экономики, стратегий и предприятий.
- Факультет права.
- Факультет урбанизма Гренобля.
- Факультет наук о человеке и обществе.
- Факультет гуманитарных наук.

Институты:
- Университетский институт технологии Гренобль 2.
- Университетский институт технологии Валанса.
- Институт администрирования предприятий.
- Институт политологии Гренобля.